# 東京ビートルズ
東京ビートルズ（とうきょうビートルズ、THE TOKYO BEATLES）は、日本のロックバンド、歌手グループである。
1964年（昭和39年）、当時世界を席巻し始めたばかりのビートルズの楽曲に日本語の歌詞をつけ活動した日本で最初期のロックコピーバンドである。もっとも東京ビートルズ名義2枚のシングル（計4曲）の演奏はスタジオミュージシャンによるもので、メンバーが担当したのはヴォーカルのみである。活動期間が短いことや音楽的な質が低いとされ、ヒット曲に恵まれなかったことなどから長く忘れられていた存在であったが、1990年代に大滝詠一や高田文夫らによりカルト音楽として再評価された。

## メンバー
メインメンバー
- ジョージ岡（1943年 - ）、ボーカル、リードギター
  - 本名は岡昌明。1965年秋にバンドを脱退、米軍基地回りのバンドに加入するも2年で解散。その後はギターの弾き語りをしていたが1988年に左手の腱鞘炎で廃業し、以後はアルバイト生活をしていた（1994年時点）。

- 市川次郎（1944年 - ）、ボーカル、ベース
- 斉藤タカシ（1945年 - ）、ボーカル
  - 本名は斎藤峻。解散後、歌手のマネージャーを経て、1994年時点では音楽事務所を経営していた。

- 須藤マコト（1946年 - ）、ボーカル
- 飯山シゲル（1947年 - ）、ボーカル、ドラム

サポートメンバー
- 田村一郎、エレキギター
- 楠本光三、ベース
- 加瀬沢道雄、ドラム

後期加入メンバー
- 東祐治、ベース
- 上重とおる、パーカッション
- 杉村ヒロシ、ボーカル

## 結成の経緯

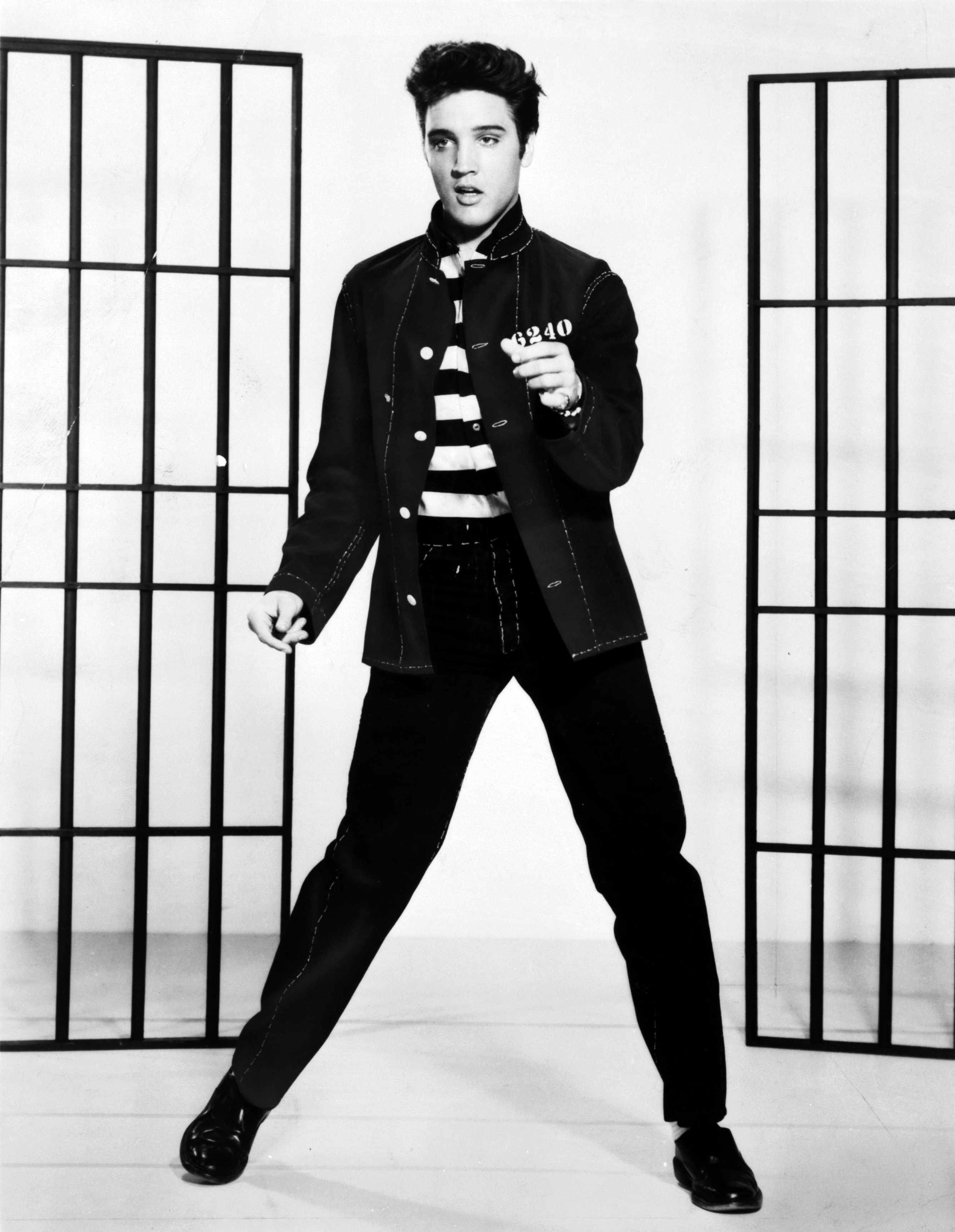
エルヴィス・プレスリー1957年

太平洋戦争終結後の日本のポピュラー音楽は、戦時中に敵性音楽として禁止されていた反動からジャズブームが起こり、日本ポップスの父と呼ばれた服部良一作曲によるスウィング・ジャズから派生した東京ブギウギなど、ジャズ由来の楽曲が一世を風靡した。また占領期の日本ではプロ、アマ問わず進駐軍の基地回りにおけるジャムセッションなども頻繁に行われ、戦後しばらくの期間は多くの日本人ジャスプレーヤーが育っていった時代でもあった。

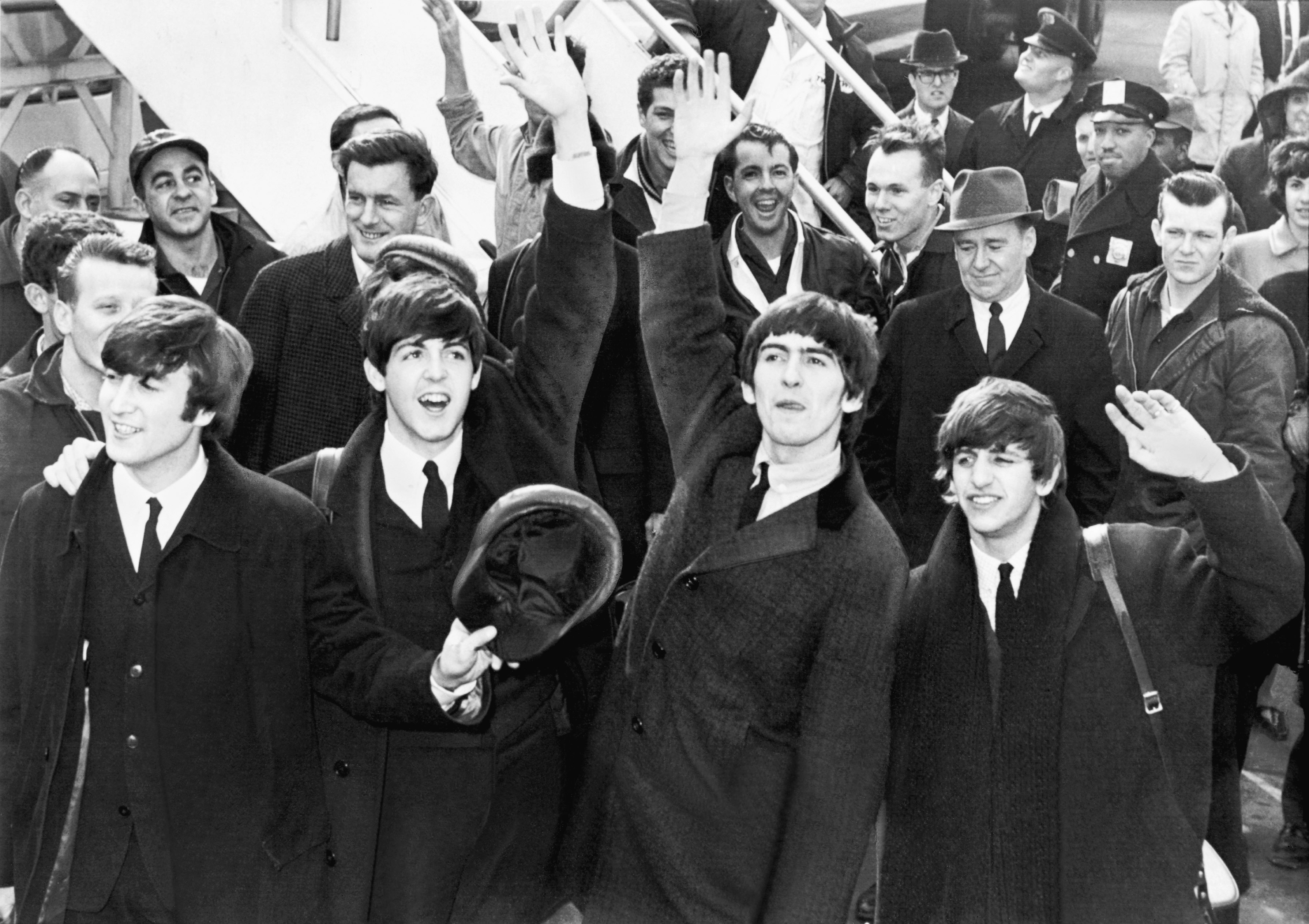
1964年2月、アメリカ初訪問時のビートルズ

やがてジャズブームが下火になると三橋美智也、春日八郎などの日本的音楽が台頭する一方、ジャズとハワイアンを融合させたフランク永井など日本独自のポピュラー音楽が形成されていった。そんな中、戦後も10年を過ぎた1956年（昭和31年）、突如としてアメリカでエルヴィス・プレスリーが登場し、日本においてもジャズからロカビリーへと若者の音楽趣向が変化していったが、当時の日本のポピュラー音楽界では、歌い手と演奏者（若しくは歌い手と楽曲作成者）は別個のものという概念があり、発声や音程が重視されることから楽譜による模倣が可能だったクラシックやジャズのプレイヤーに、情熱や迫力といったウェイトが大きい従来の音楽とは異なるロック音楽を模倣することは困難であった。
やがてロックの基盤を作れないまま60年代を迎えていた1964年（昭和39年）2月の始め、イギリスリヴァプール出身の4人組グループ、すなわちビートルズがアメリカのビルボードチャートを独占し始めたというセンセーショナルなニュースが日本ポピュラー界にも入り、これに便乗しようと雪村いづみの事務所である「木倉プロ」が若手歌手を集めて急遽、東京ビートルズが結成された。
ビルボードチャート独占ニュースからわずか1ヵ月後の1964年3月初旬のことであった。

## 活動期間

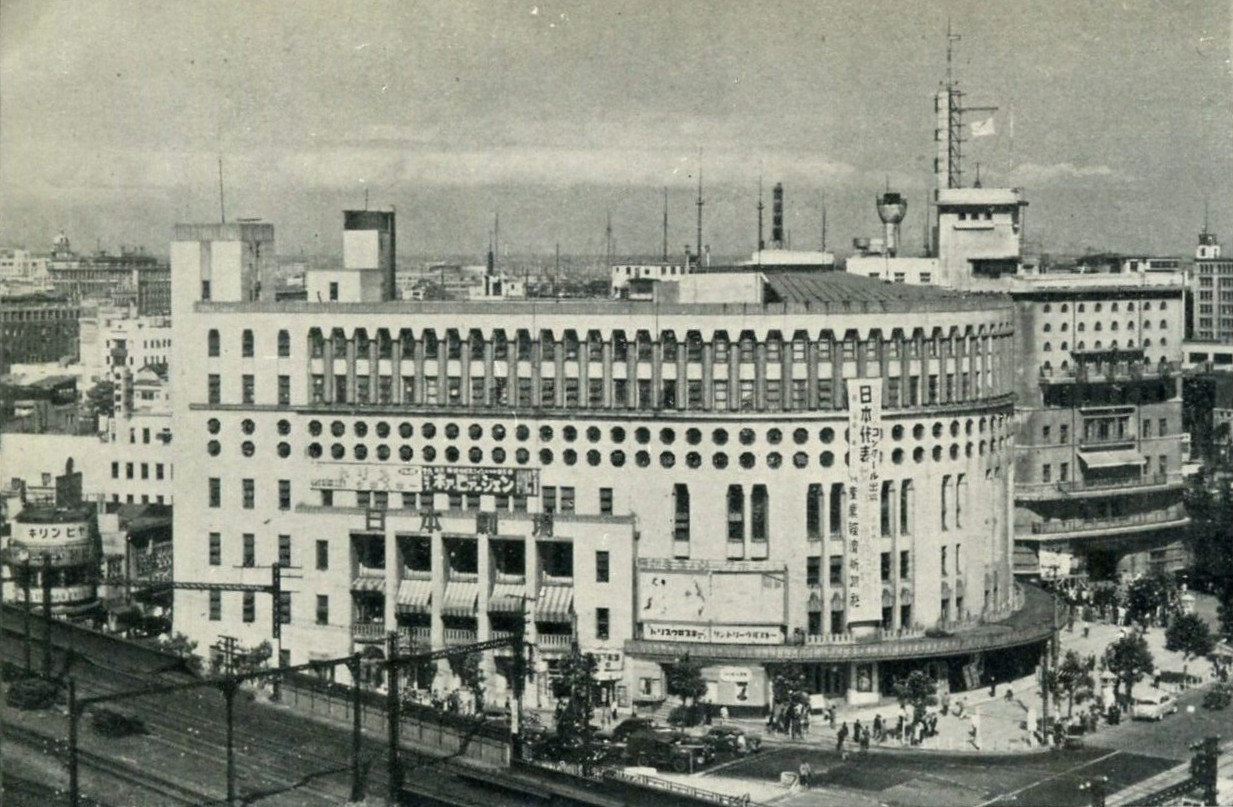
ウェスタンカーニバルが行われた日本劇場(写真は1952年)

前述した3月初旬のメンバー結成後、プロダクションにより約2週間の練習が行われ、3月15日から横須賀市にあるキャバレー「グランド・オスカー」に出演し修行を重ね、日本ビクターからレコードデビューすることが決まり、4月3日には築地にあるビクタースタジオでデビューシングルであるビートルズの日本語カバー「抱きしめたい」と「プリーズ・プリーズ・ミー」の2曲がレコーディングされ、4月下旬に発売された。
4月8日には上野にあるジャズ喫茶「テネシー」での様子がNET『木島則夫モーニングショー』にて放映されテレビ初出演を果たす。翌4月9日深夜には横浜伊勢佐木町にある「トリス・クラブ」に出演し、この時の様子がアサヒ芸能（64年4月19日号）にレポートされているが、その内容から客層はホステスなどの水商売系で占められていたことが伝えられている。7月には第2弾シングルとして、再びビートルズの日本語カバー「キャント・バイ・ミー・ラブ」と「ツイスト・アンド・シャウト」のカップリングが発売されたが、結果的にこれが彼らの最後のシングル盤となった。そして8月には日劇ウエスタンカーニバルへの初出演を飾ることとなるが、音楽評論家からは酷評されてしまい、追い討ちをかけるように翌1965年（昭和40年）にはベンチャーズ来日公演をきっかけとするエレキブームが起こり、東京ビートルズの人気は急速に衰えて、メンバーの須藤が脱退、代わりにサポートメンバーの田村と加瀬沢がメンバーに加入し、ジャズ喫茶や米軍キャンプ等での地味な活動が中心となっていった。
それでも65年春にはビクターにより発売されたソノシート『ビートルズ特集16曲』で前出したシングル4曲に加え新たに録音されたカンサス・シティの計5曲が収録され、8月には同様にビクターによるソノシート『リヴァプール・サウンド特集』が発売され、ビートルズナンバーを含む8曲が収録されたが、この8曲は従来のカバーと異なり、全て原曲通り英語で歌われており、演奏もメンバー自身によるものであった。この頃オリジナルメンバーの市川に代わり東祐治、さらにボーカルとして杉村ヒロシが加わり6人での編成となっていた。12月にポリドールから発売されたエレキギターによるインストロメンタルのオムニバスアルバム『エレクトリック・ギター・ベスト・ヒット65』では2曲で参加をしているが、これが彼らの残した最後の公式録音であった。ステージレパートリーではオリジナル曲なども演奏され、彼等なりのオリジナリティーを模索していたが、その矢先の1966年（昭和41年）ブルー・コメッツやスパイダースなど一大グループサウンドブームが日本中に巻き起こり、東京ビートルズはすっかり忘れられた存在となってしまい、営業バンドとして活動を続けてはいたものの1967年（昭和42年）の春頃に解散した。
後日談として、ギタリストの野村義男が友人のバンドメンバーの体験談として、東京都内某所のスタジオで、警備員としてスタジオで働いていた年配男性が、おもむろにスタジオに入るなり、突然ドラムを叩きだしたので、驚いた友人が年配警備員に「音楽をされているんですか？」と尋ねると「俺は昔、東京ビートルズというバンドをやっていた」と答えたという逸話が語られているが、真偽の程は分からず、その警備員がメンバーの誰なのかも明らかにされていない。

## 再発売
東京ビートルズの音源を所有する日本ビクター（現ビクターエンタテインメント）では、1980年代後期から1990年代始め頃、トニー谷、橋幸夫などのリマスター盤CD再発を始めていたが、これらの企画に携わっていたのが大滝詠一であった。一連のビクター系音源リマスター再リリースの最後の切り札として東京ビートルズを考えていた大滝は1992年（平成4年）の夏、ニッポン放送のラジオ番組ラジオビバリー昼ズのゲストとして招かれ、同番組のホスト高田文夫から「私は築地の松竹セントラルの一番前の席で東京ビートルズの生演奏を見た！もちろん本物のビートルズも武道館へ見に行った。両方のビートルズを見ている生き証人である！」と聞かされ仰天し、意気投合した大滝・高田による東京ビートルズ再発売に向けたさまざまなプロモーションが行われ、1993年（平成5年）、大滝本人によりプロデュースされ、「抱きしめたい」、「プリーズ・プリーズ・ミー」、「キャント・バイ・ミー・ラブ」、「ツイスト・アンド・シャウト」のシングル4曲を収めた『meet the東京ビートルズ』がビクターよりCDとして発売された。同CDは2万枚以上を売り上げた。

## 時代背景による音楽的特徴

### 訳詞
ビートルズ楽曲のオリジナル歌詞は英語であるが、当時の日本ポピュラーミュージック界では、洋楽の日本語訳によるカバーは至極当然のことであり、東京ビートルズにおいても訳詞を手がけたのは、坂本九の「ステキなタイミング」や中尾ミエの「可愛いベビー」など、訳詞総数400を越える著名な訳詞家漣健児であった。
「キャント・バイ・ミー・ラブ」における、「買いたい時にゃ　金出しゃ買える」の、「時にゃ」が江戸弁であることに、「さすが東京と付いているだけあって江戸前である」と、高田文夫は絶賛しており、また高田は、「ビートルズの前に東京の2文字が加わっただけで、こんなことになってしまうとは・・」とも述べている。大滝詠一も、「ツイスト・アンド・シャウト」の訳詞における当時としても死語に近かった「乱痴気騒ぎ」という単語の効果的な使い方に感嘆し、また、「若い俺たちの全部を吐き出し」、「羽目を外して」等の、あたかも忘年会のような雰囲気はチャンチキおけさの若者版とも感じられると語っている。

### サウンド
シングル盤2枚に収められた4曲の演奏はスタジオミュージシャンによるものであるが、これらを編曲アレンジしたのは当時の日本ビクター関連でのアレンジを一手に引き受けていた寺岡真三であった。寺岡は主に昭和30年代の洋楽編曲や映画音楽を手がけるなど、一連の流れからビクターは寺岡に東京ビートルズのアレンジを依頼したが、前述したようにロックは楽譜で表現できない、いわば筋書きの無い音楽であって、やむを得ず、もしくは無意識に、その前の時代のサウンドで解釈してしまったことが結果的に東京ビートルズサウンドの特徴であると大滝は分析している。
そのアレンジはジャズやポピュラー音楽をベースにしたもので、リアルタイムでビートルズがカバーされた当時、ジャズ風にアレンジされたのは世界でも日本だけであったと言われている。しかし、一方のヴォーカルは本物の情熱をお手本に取り組んでおり、バックの演奏に熱気が無いだけに、情熱溢れるヴォーカルばかりがクッキリと浮かび上がる結果となり、そのアンバランスさが特徴のひとつとなっている。また大滝は、「プリーズ・プリーズ・ミー」冒頭のコーラスパート（原曲ではポールマッカートニーのパート）での、「やーさーしーさーをーかーくーしーてー」の一本調子が「とーとーさーまーはー」という娘浄瑠璃を思い起こさせて、なるほど文化というものは深いものがあり、こういうところにも顔を出してしまうのかと感心し、新しい音楽（歌唱法）を必死に取り入れようとする彼らの姿を、「チョンマゲ姿でフォークダンスを踊るのに等しい」、「西洋文明を必死に取り込もうとしていた明治の我々日本人の先祖の姿」になぞらえ、「日本の文化は落語の権助芝居のようなものなのではないか？全ての輸入文化はこの問題を抱えており、こういう表現に計らずもなってしまう恐れがあり、あとは程度の問題であって究極は全員がこの姿なのではないか？」と、自分自身への自戒の意味も込め、現在の日本ポピュラー音楽界を痛烈に風刺している。

## ディスコグラフィ

### シングル
- 『抱きしめたい/プリーズ・プリーズ・ミー』（1964年）
- 『キャント・バイ・ミー・ラブ/ツイスト・アンド・シャウト』（1964年）

### マキシシングル
- 『Meet The 東京ビートルズ』（1993年）